# Museo etnografico di Şuşa
Il Museo etnografico di Şuşa si trova a Şuşa, in Azerbaigian, ed ospita una raccolta di reperti archeologici della regione nonché allestimenti che illustrano la vita del popolo karabako con particolare riferimento alla regione di Shushi.

## Storia
L'originario museo etnografico era ospitato in epoca sovietica all'interno della Moschea superiore di Govhar Agha. L'attuale museo è ospitato in un edificio che fino alla liberazione armena della città nel 1992 era stato destinato a reparto maternità.
Qualche giorno dopo la liberazione di Şuşa da parte armena (1992), gruppi di volontari armeni lo trasformarono in un museo trasferendovi il materiale che si trovava nella moschea; mentre la città era ancora in fiamme, poco alla volta ricostruirono, pezzo dopo pezzo, il patrimonio storico e culturale della regione arrivando a catalogare circa cinquecento pezzi.
Negli anni a seguire il piccolo museo rimase in vita fra enormi difficoltà logistiche e finanziarie.
Nel 2005 la Fondazione Tufenkian lanciò una raccolta fondi per recuperare il museo e riammodernarlo. La raccolta terminò nel 2008 e vennero stanziati circa centomila dollari per i lavori.
A settembre 2012 venne inaugurato il nuovo museo con nuovi spazi espositivi ed una raccolta cresciuta a circa cinquemila oggetti sia archeologici che etnici; è stato ristrutturato l'intero edificio, in pietra e legno, del XIX secolo e forniti nuovi strumenti informatici ai curatori dell'esposizione.
La maggior parte del materiale archeologico proviene proprio dall'altopiano di Şuşa e dalla zona della rocca.

## Galleria d'immagini

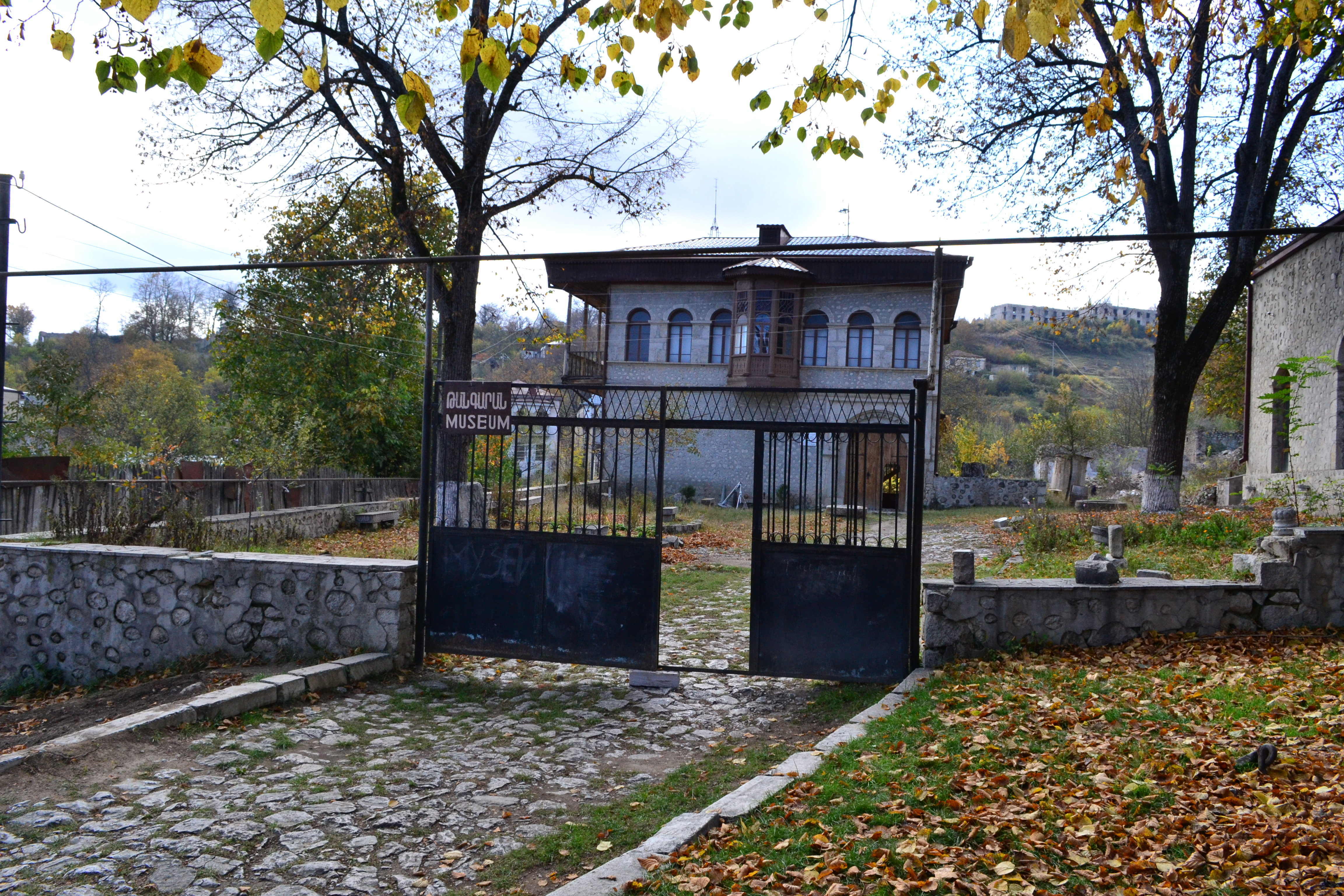
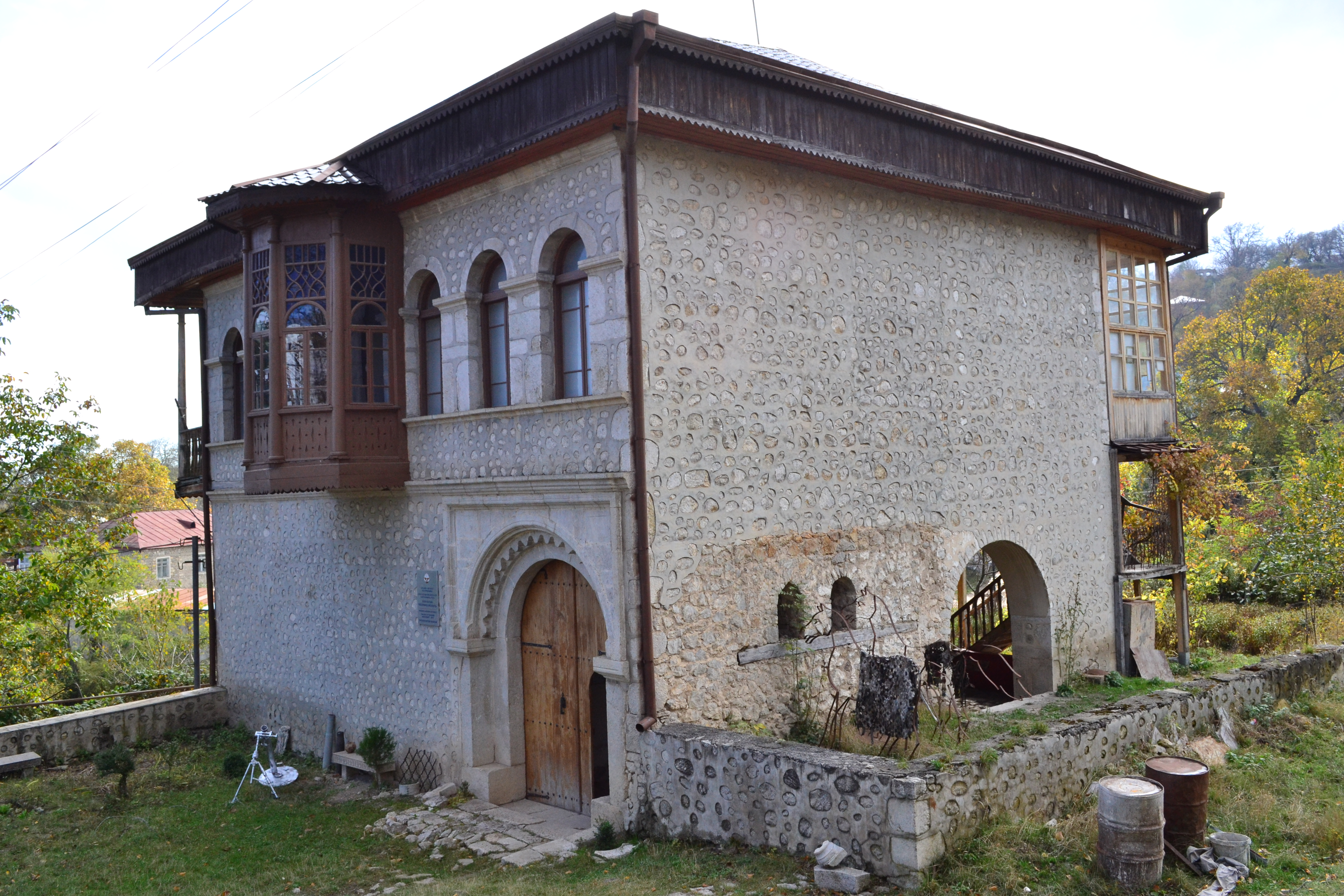
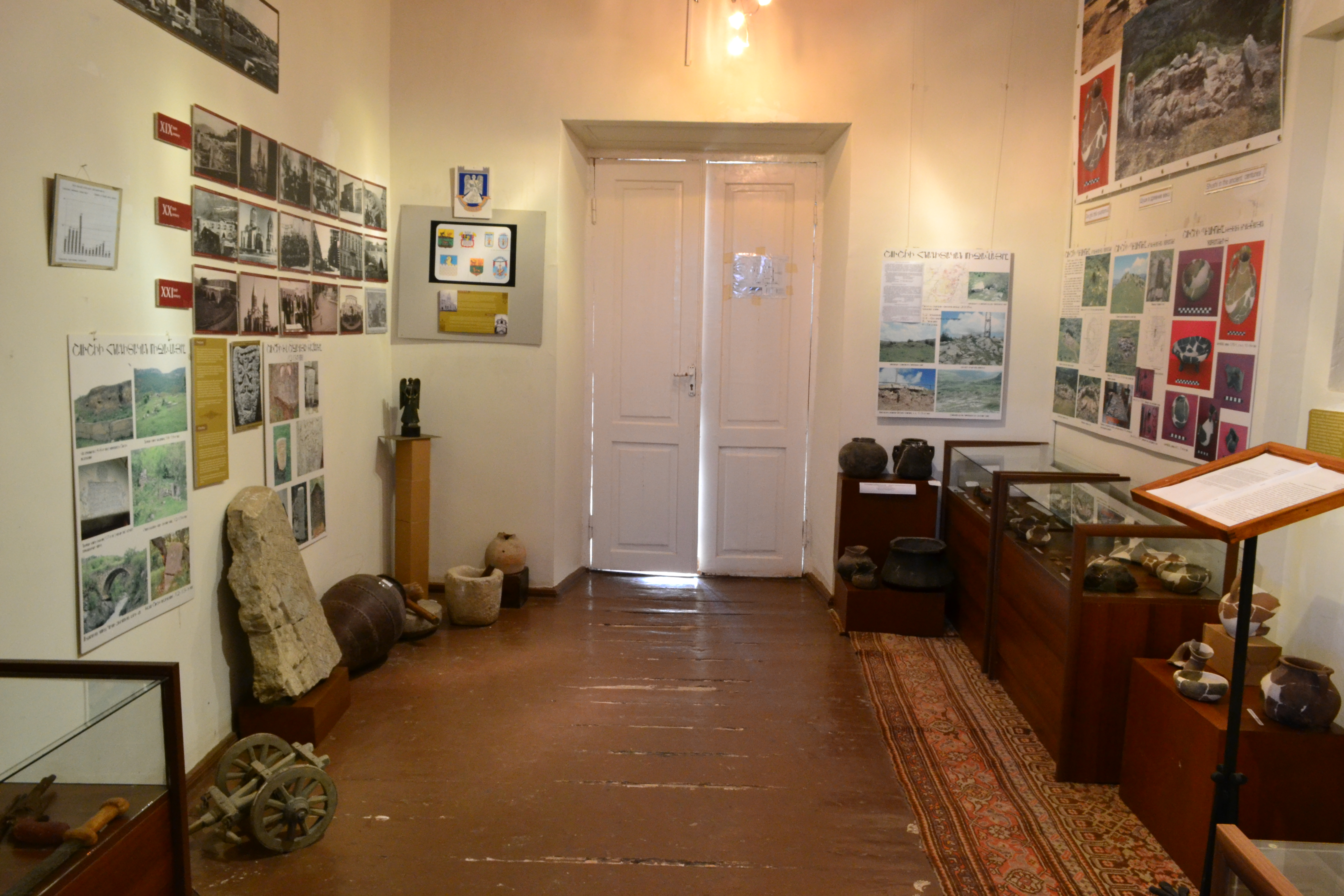
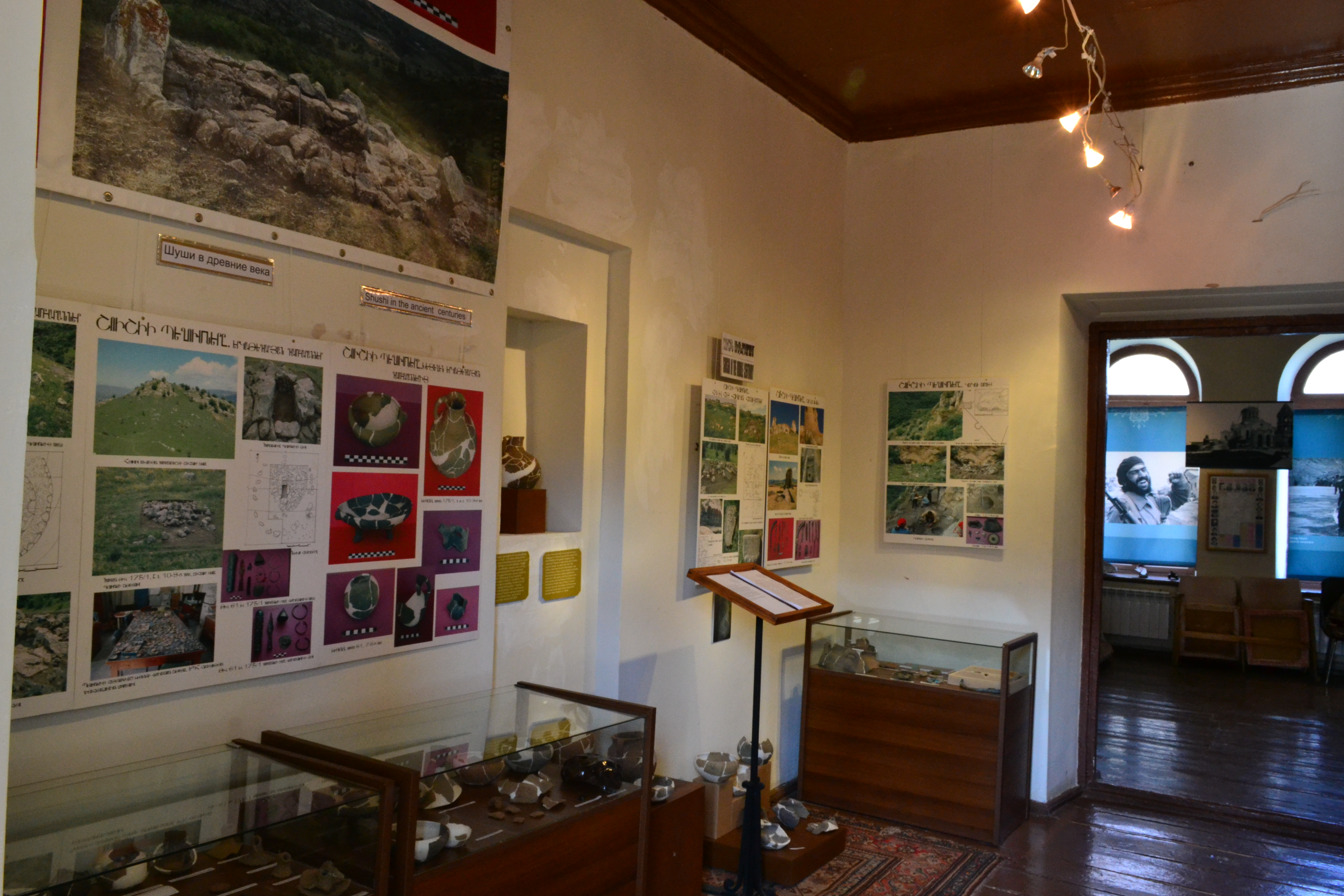
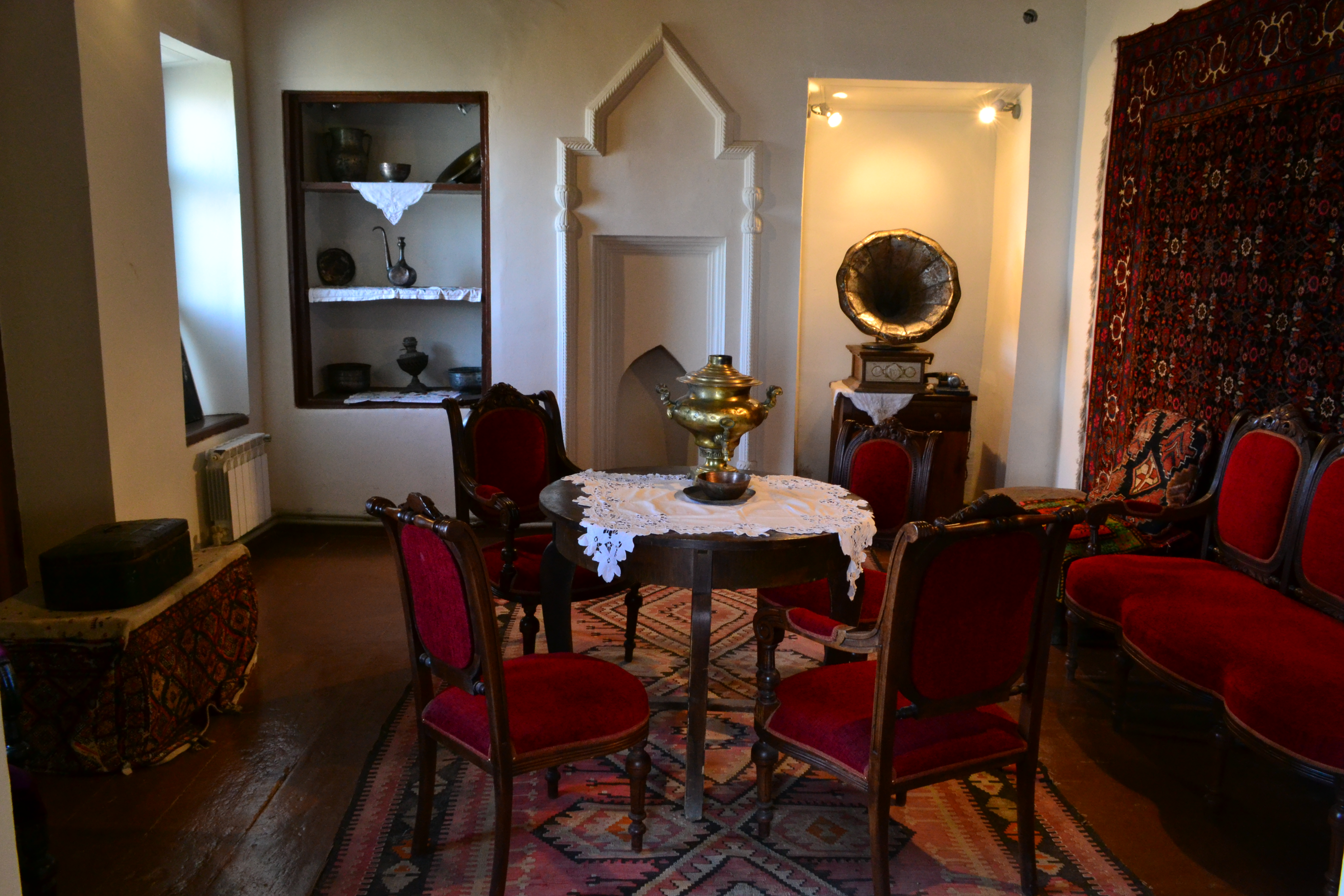
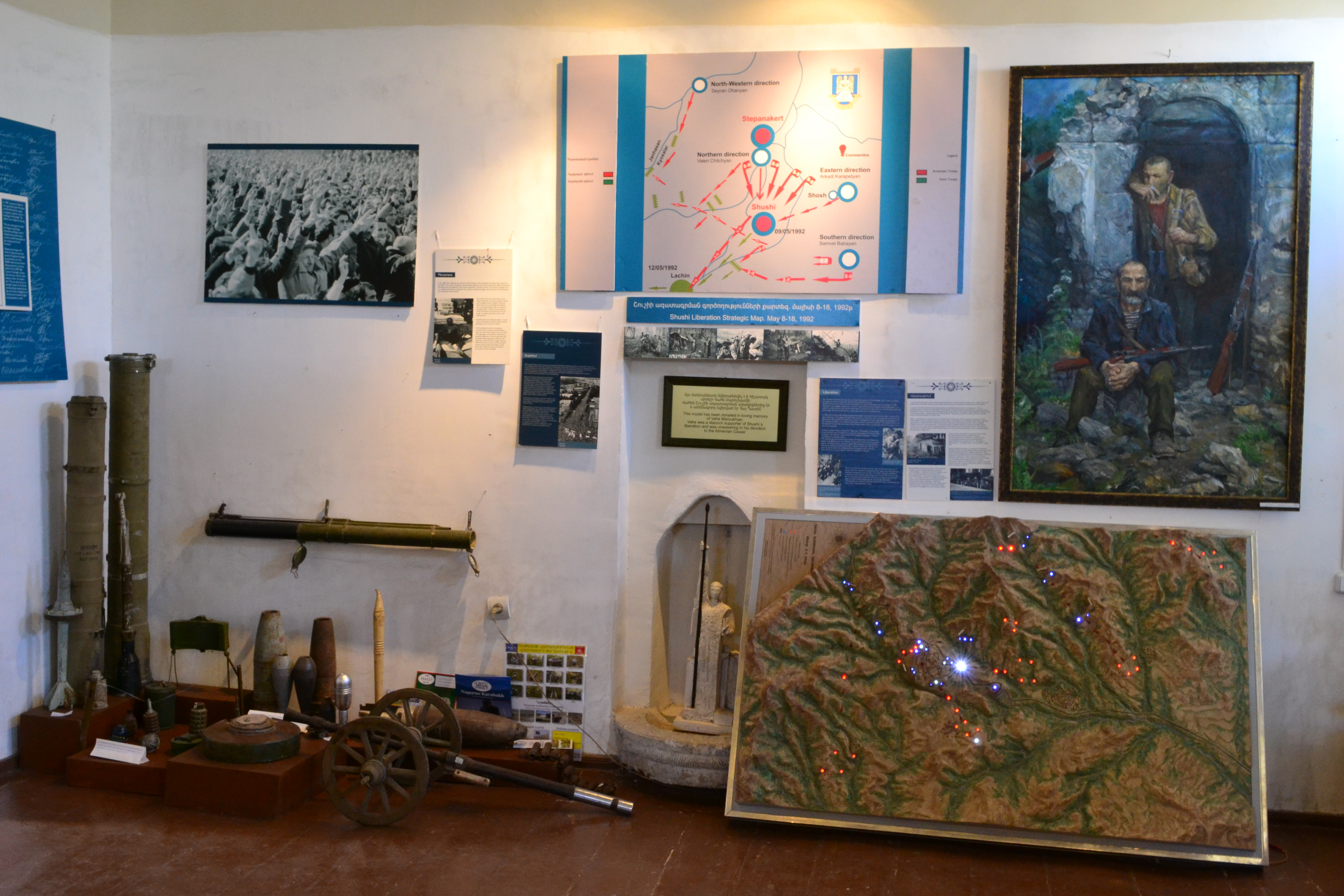
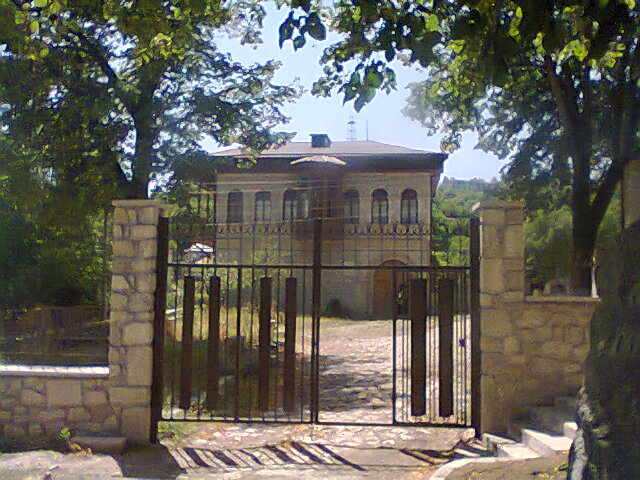